# Françoise Bonnot
Pour les articles homonymes, voir Bonnot.
Françoise Bonnot est une monteuse française, née le 17 août 1939 à Bois-Colombes et morte le 9 juin 2018 à Suresnes,.

## Biographie

### Famille
Fille de la monteuse Monique Bonnot, Françoise Bonnot a été l'épouse d'Henri Verneuil avec lequel elle a eu un fils, le réalisateur Patrick Malakian et une fille Sophie Malakian, vétérinaire.

## Filmographie

### Années 1960
- 1962 : Un singe en hiver d'Henri Verneuil
- 1963 : Mélodie en sous-sol d'Henri Verneuil
- 1967 : La Vingt-cinquième Heure d'Henri Verneuil
- 1968 : La Bataille de San Sebastian d'Henri Verneuil
- 1969 : Z de Costa-Gavras
- 1969 : L'Armée des ombres de Jean-Pierre Melville

### Années 1970
- 1970 : L'Aveu de Costa-Gavras
- 1971 : Quatre Mouches de velours gris (4 mosche di velluto grigio) de Dario Argento
- 1972 : Beau Masque de Bernard Paul
- 1972 : État de siège de Costa-Gavras
- 1973 : SS Représailles (Rappresaglia) de George Pan Cosmatos
- 1974 : Grandeur nature de Luis García Berlanga
- 1975 : Section spéciale de Costa-Gavras
- 1975 : Le Futur aux trousses de Dolorès Grassian
- 1976 : Le Locataire de Roman Polanski
- 1976 : La Victoire en chantant (ou Noirs et blancs en couleur) de Jean-Jacques Annaud
- 1976 : Le Pont de Cassandra (The Cassandra Crossing) de George Cosmatos (non créditée)
- 1977 : Le Passé simple de Michel Drach
- 1978 : Le Dernier Amant romantique de Just Jaeckin
- 1978 : Judith Therpauve de Patrice Chéreau
- 1979 : Clair de femme de Costa-Gavras

### Années 1980
- 1980 : Chère inconnue de Moshé Mizrahi
- 1981 : Une sale affaire d'Alain Bonnot
- 1982 : Missing de Costa-Gavras
- 1983 : Hanna K. de Costa-Gavras
- 1984 : Un amour de Swann de Volker Schlöndorff
- 1984 : Top secret ! de ZAZ
- 1984 : Liste noire d'Alain Bonnot
- 1985 : L'Année du dragon (Year of the Dragon) de Michael Cimino
- 1987 : Le Sicilien (The Sicilian) de Michael Cimino
- 1989 : Les Maîtres de l'ombre (Fat Man and Little Boy) de Roland Joffé

### Années 1990
- 1991 : The Plant d'Alexandre Gavras (court métrage)
- 1992 : 1492 : Christophe Colomb (1492: Conquest of Paradise) de Ridley Scott
- 1994 : Pourquoi maman est dans mon lit ? de Patrick Malakian
- 1996 : L'Appartement de Gilles Mimouni
- 1997 : Mad City de Costa-Gavras
- 1998 : Place Vendôme de Nicole Garcia
- 1999 : Titus de Julie Taymor

### Années 2000
- 2000 : Disappearing Acts de Gina Prince-Bythewood (téléfilm)
- 2002 : Frida de Julie Taymor
- 2004 : De pères en fils (Around the Bend) de Jordan Roberts
- 2007 : Across the Universe de Julie Taymor

### Années 2010
- 2010 : La Tempête de Julie Taymor
- 2011 : El Gusto de Safinez Bousbia

## Distinctions
Sauf indication contraire, ces informations proviennent de l'Internet Movie Database :

### Décirations
- Juin 2011 : Chevalier de la Légion d'Honneur[réf. souhaitée]

### Récompenses
- 1970 : Oscar du meilleur montage pour Z
- 1983 : BAFTA du meilleur montage pour Missing

### Nominations
- 1970 : BAFTA du meilleur montage pour Z
- 1978 : César du meilleur montage pour Le Passé simple
- 1984 : César du meilleur montage pour Hanna K.
- 1999 : César du meilleur montage pour Place Vendôme